# Complemento predicativo del soggetto
Il complemento predicativo del soggetto  è, nella sintassi della frase composta, un sostantivo o un aggettivo che si riferisce al soggetto, completando il significato del verbo che lo regge.
Il complemento predicativo del soggetto non deve essere confuso con il predicato nominale, che esprime la condizione del soggetto ed è introdotto solo dal verbo essere.
In italiano il complemento predicativo del soggetto può essere formato da verbi copulativi alla diatesi passiva:
- Verbi elettivi, cioè verbi il cui significato è più o meno somigliante a quello del verbo eleggere (come nominare, proclamare, dichiarare e designare).
- Verbi appellativi, cioè verbi il cui significato è più o meno somigliante a quello del verbo chiamare (come denominare, soprannominare e definire).
- Verbi estimativi, cioè verbi il cui significato è più o meno somigliante a quello del verbo stimare (come giudicare, considerare e ritenere).
- Verbi effettivi, cioè verbi copulativi intransitivi il cui significato è più o meno somigliante a quello dei verbi sembrare, stare e divenire.[2][3]

Inoltre, la maggior parte degli altri verbi può reggere un complemento predicativo del soggetto come elemento aggiuntivo.
Il complemento predicativo del soggetto, quando è costituito da un nome, può essere introdotto da preposizioni (come da, per e come) e locuzioni prepositive (come in veste di, in qualità di, in funzione di):
- Fu scelto come aiutante.
- Fu mandato in veste di ambasciatore.
- Fu assunto in qualità di capo contabile.

## Esempi
In corsivo il soggetto, in sottolineato non corsivo il verbo che regge o il complemento predicativo del soggetto o il predicato nominale, in corsivo sottolineato il complemento predicativo del soggetto:
- Mario è nato povero.
- Radames, [egli] ritorna vincitore!
- Il cacciatore fu considerato da tutti un eroe.
- La madre di Paola era ritenuta persona onesta e sincera.
- Bergoglio fu eletto Papa Francesco.
- L'iguana è ritenuta un animale preistorico.
- Marco sarebbe sembrato un pazzo.
- Quel ragazzo sembra distratto, ma in realtà segue le lezioni con attenzione.